# Listă de filme românești/B
Aceasta este o listă de filme românești (artistice, de animație și documentare) care încep cu litera B:
- B.D. intră în acțiune (1970)
- B.D. la munte și la mare (1971)
- B.D. în alertă (1970)
- Babysitters (1969/II)
- Bacteriile (1970)
- Bădăranii (1960)
- Bădăranii (film)(2005) (Teatru TV)
- Baia Mare (film) (1953)
- Băiatul cu o singură bretea (1991)
- Băiețașul lui tăticu (1969)
- Băiețelul care făcea totul pe jumătate (1964)
- Băieții noștri (1959)
- Balada meșterilor (1963)
- Balada pentru Măriuca (1969)
- Balanța (film) (1992)
- Baltagul (film) (1969)
- Baloane de curcubeul (1983)
- Balul de sâmbătă seara (1968)
- Bani de dus, bani de-ntors (2005)
- Bărbatul, de la Adam până azi (1927)
- Bărbosul (1923)
- Bariera (1972)
- Bastard (film) (1913)
- Bastonașul (1962)
- Bătălia din umbră (1986)
- Beatrice (1965)
- Bibliothèque Pascal (2010)
- Bicaz: Cota 563 (1959)
- Bietul Ioanide (1979)
- Bijuterii de familie (1957)
- Binecuvântată fii, închisoare (2002)
- Bing Bang (film) (1935)
- Biodeteriorările (1972)
- Boală incompatibilă (1998)
- Bocet vesel (1984)
- Bogații ascunse (1953)
- Bastonașul (1962)
- Boogie (2008)
- Boroboață în excursie (1962)
- Boudica (film) (2003)
- Boul și vițelul (1968)
- Bratele Afroditei (1978)
- Brigada lui Ionuț (1954)
- Brâncuși la Târgu Jiu (1966)
- București (film) (1936)
- București, oraș Inflorit (1955)
- București-Strict Secret (2007) (Documentar)
- Bucuresti-Wien (2000) (Scurt metraj)
- Bucureștii de altădată (1958)
- Bucureștilor de ieri și azi (1959)
- Buletin de București (1982)
- Bulevardul Fluiera Vintul (1950)
- Bună! Ce faci? (2011)
- Bună seara, d-le Wilde (1973) (Teatru)
- Bună seara, Irina! (1980) (1980)
- Bunicul și doi delincvenți minori (1976)
- Burebista (film) (1980)
- Buzduganul cu trei peceți (1978)
- Bâlciul jucăriilor (1955)